# Deryck Whibley Telecaster deluxe
Fender Deryck Whibley Telecaster Deluxe je potpisana električna gitara proizvedena za pjevača i gitaristu Derycka Whibleya, nagrađivanog učesnika na glavnoj kanadskoj glazbenoj premijeri Juno Award (paralela na američki Grammy), koji je tamo nastupio s rock sastavom Sum 41.

Model gitare ima ukomponirano tijelo od modela Telecaster iz 1972. godine, s dva dvostruka elektromagneta, jednim zajedničkim potom za glasnoću, Fenderovom pločicom na spoju vrata i Telecaster Deluxe oblikom glave. Ovaj model gitare po prvi puta je korišten tijekom turneje sastava Sum 41., i promocije njihovog trećeg albuma "Chuck".

Nešto kasnije model je doživio promjene dvostrukog elektromagneta Antiquity JB modela bližeg vratu, s također dvostrukim Wide Range modelom elektromagneta. Elektromagnet bliže mostu nije se mijenjao.

Model gitare koju trenutno koristi ima ugrađenu konfiguraciju Seymour Duncan i Wide Range elektromagneta, bez uobičajneog preklopnika na tijelu pomoću kojeg se odabire uporabna shema elektromagneta. Spoj kabela s gitarom dizajnom je predviđen na ploči, a ne uobičajeno na bočnoj strani tijela.

Nešto kasnije na modelu je promijenjen dvostruki Antiquity JB elektromagnet bliži vratu, s također dvostrukim Wide Range modelom elektromagneta. Elektromagnet bliže mostu nije se mijenjao.

Model gitare koju trenutno koristi ima ugrađenu konfiguraciju Seymour Duncan i Wide Range elektromagneta, bez uobičajneog trodjelnog preklopnika na tijelu pomoću kojeg se odabire uporabna shema elektromagneta. Spoj kabela s gitarom dizajnom je predviđen na ploči, a ne klasično, na bočnoj strani tijela.

Mašinice na glavi su iz Fender American Standard serije. Gitara također na tijelu ima dvije crvene "X" oznake (po navodima samog Wibleya one su dizajnerski dodatak za sreću). Ovaj model gitare proizvodi tvrtka Squier, i bio je dostupan u crnoj, i olympic white boji s crnom pločom.

## Razlike između Telecaster Deluxe i Squier modela
Model Squier Deryck Whibley gitara proizvedena je 2007. godine, i temeljila se na izvornom Telecaster Deluxe modelu s ugrađenom konfiguracijom od jednog elektromagneta.

Squier model od Telecastera razlikuje se u dodatku pota za kontrolu tona, konfiguracijom od jednog elektromagneta, priključak kabela za gitaru je sa starne, na boku tijela. Model je bio dostupan u crnoj i olympic white boji. Razlike od Telecaster Deluxe modela je ta što ima i Squierovu pločicu na spoju vrata s tijelom, kao i Squier logo oznaku s Wibleyevim potpisom na kraju glave.

Crni Squier model može se vidjeti u glazbenom videu Underclass Hero, kao i u pjesmi With Me, i Walking Disaster. Model Squier Telecaster u olympic white boji može se također vidjeti u njegovim nastupima uživo u studiju, prilikom snimanja albuma Underclass Hero.

Tablični prikaz samo nekih glazbenih radova u kojima je Deryck Whibley koristio ovaj model gitare:
| Boja                     | Glazbeni video            | Sastav | Godina |
| ------------------------ | ------------------------- | ------ | ------ |
| Crni (Telecaster Deluxe) | Some Say                  | Sum 41 | 2005.  |
| Crni (Squier)            | Underclass Hero           | Sum 41 | 2007.  |
| Olympic White (Squier)   | Walking Disaster          | Sum 41 | 2007.  |
| Crni (Squier)            | With Me                   | Sum 41 | 2008.  |
| Crni (Telecaster Deluxe) | Baby You Don't Wanna Know | Sum 41 | 2011.  |

## Vanjske poveznice
- Fenderova službena stranica  Arhivirana inačica izvorne stranice od 16. veljače 2021. (Wayback Machine)